# Jeollabuk-do
Jeollabuk-do (Nord-Jeolla) ist eine Provinz im Südwesten von Südkorea. Im Norden grenzt sie an Chungcheongnam-do, im Osten an Gyeongsangnam-do und Gyeongsangbuk-do. Im Süden ist die Provinz begrenzt durch Jeollanam-do, im Westen durch das Gelbe Meer.

## Geographie
Das Noryong-Gebirge teilt die Provinz. Die östliche Hälfte ist ein Hochplateau, die westliche eine Ebene. Vier Flüsse fließen durch die Ebenen im Westen: Somjin, Mankyong, Tongjin und Kum.
Auf dem Gebiet Jeollabuk-do´s befinden sich vier Nationalparks. Im Südosten der Jirisan-Nationalpark, der sich auch über die Provinzen Jeollanam-do sowie Gyeongsangnam-do erstreckt. Südlich gelegen der Naejangsan-Nationalpark der bis in die Provinz Jeollanam-do hineinreicht. Im Nordwesten der Byeonsanbando-Nationalpark und im Nordosten der Deogyusan-Nationalpark der sich bis in die Provinz Gyeongsangnam-do zieht.

## Wirtschaft
Die Küstenebene ist eine der größten Kornkammern von Südkorea. Außer Reis werden auch Baumwolle, Gerste, Hanf und Maulbeeren für die Papierproduktion angebaut. Viehzucht ist auch von Bedeutung und wird hauptsächlich auf dem Hochplateau im Osten betrieben.
1960 wurde die Honam-Autobahn erbaut, die die Hauptstadt Jeonju mit Daejeon und Seoul im Norden und Gwangju im Süden verbindet. Außerdem entstand ein Anschluss für Iksan (früher Iri) und die Hafenstadt Gunsan.
In der Küstenregion entstand eine Industrie- und Freihandelszone (Gun-Jang) mit Ansiedlungen großer Konzerne wie Daewoo und Hyundai. Das Wirtschaftswachstum im früher nur wenig entwickelten Jeollabuk-do ist eines der höchsten in Südkorea. Es bestehen Partnerschaften mit den Bundesstaaten Washington und New Jersey in den USA, den Präfekturen Kagoshima und Ishikawa in Japan sowie der Provinz Jiangsu in China.

## Verwaltungsgliederung
Jeollabuk-do ist in 6 Städte und 8 Landkreise gegliedert.

### Städte
- Jeonju-si (전주시, 全州市) – Provinzhauptstadt
- Gimje-si (김제시, 金堤市)
- Gunsan-si (군산시, 群山市)
- Iksan-si (익산시, 益山市)
- Jeongeup-si (정읍시, 井邑市)
- Namwon-si (남원시, 南原市)

### Landkreise
- Buan-gun (부안군, 扶安郡)
- Gochang-gun (고창군, 高敞郡)
- Imsil-gun (임실군, 任實郡)
- Jangsu-gun (장수군, 長水郡)
- Jinan-gun (진안군, 鎭安郡)
- Muju-gun (무주군, 茂朱郡)
- Sunchang-gun (순창군, 淳昌郡)
- Wanju-gun (완주군, 完州郡)